# МК-1 Рибка
МК-1 Рибка (рус. Михельсон, Шишмарев, Корвин МК-1 Рыбка) је совјетски ловачки авион. Први лет авиона је извршен 1923. године. 

Највећа брзина у хоризонталном лету је износила 190 km/h.

## Наоружање
| Наоружање авиона: МК-1 Рибка   |      |
| Ватрено (стрељачко) наоружање  |      |
| Топ                            |      |
| Митраљез                       |      |
| Број и ознака митраљеза        | 2    |
| Калибар                        | 7,62 |
| Бомбардерско наоружање (бомбе) |      |
| Ракетно наоружање (ракете)     |      |